# إيرا هارجي
إيرا هارجي (بالإنجليزية: Ira Harge)‏ مواليد 14 مارس 1941 في أنغويلا، هو لاعب كرة سلة أمريكي سابق بدأ مسيرته الاحترافية في سنة 1967 حيث تم اختياره من قبل فريق فيلادلفيا سفنتي سيكسرز خلال الدرافت، وحمل الرقم 30 و33 و41. يبلغ طوله 6 قدم 9 بوصة (2.1 م). اعتزل اللعب في 1973.

## روابط خارجية
- إيرا هارجي على موقع سبورتس رفرنس (الإنجليزية)
- إيرا هارجي على موقع كلية كرة السلة في سبورتس رفرنس.كوم (الإنجليزية)
- إيرا هارجي على موقع ريلجم (الإنجليزية)
- إيرا هارجي على موقع بروبوليرز (الإنجليزية)
- إيرا هارجي على موقع قاعة نيو مكسيكو للمشاهير الرياضية (الإنجليزية)